# Опосумови
 За сходни торбести бозайници от Източното полукълбо вижте Посуми.  
Опо̀сумовите (Didelphidae) са семейство дребни двуутробни бозайници, единствените живи представители на разред Опосумоподобни (Didelphimorphia). Те се считат за най-примитивните двуутробни.

## Етимология
Думата „опо̀сум“ е заимствана от езика на индианците поухатан и е записана за първи път между 1607 и 1611 г. от Джон Смит (като опасом) и Уилям Стрейчи (като апосум). И двамата се запознават с езика в британското селище Джеймстаун, Вирджиния, което Смит помага да бъде основано и където Стрейчи по-късно служи като негов първи секретар. Бележките на Стрейчи описват опосума като „животно на големина като прасе и подобно на вкус“, докато Смит го записва с думите „има глава като на свиня... опашка като на плъх... е с големината на котка“. Думата на алгонкинския език на поухатаните произлиза от протоалгонкинска дума, означаваща „бяло куче или кучеподобно животно“.
След пристигането на европейците в Австралия, терминът „по̀сум“ е заимстван, за да опише далечно сродните им австралийски торбести от подразред Phalangeriformes, които са по-близки родственици с други австралийски торбести, като кенгурутата.
Подобно на тях те имат „Didelphimorphia“, т.е. две („di“) утроби („delphus“), като втората служи за кърмене.

## Разпространение
Опосумовите се срещат единствено в Новия свят. Повечето са концентрирани в Централна и Южна Америка, само един вид се среща в Северна Америка – Вирджинският опосум (Didelphis virginiana). Северна Америка е сравнително ново за торбестите местообитание, които са оцелели милиони години сред конкуренцията с плацентните бозайници на двата материка.
Опосумовите са обитатели на горите, степите и полупустините на надморска височина до 4000 m.

## Описание
Опосумовите са сравнително дребни. Тялото е с дължина 7 – 50 cm, опашката: 4 – 55 cm. Муцуната е тънка и заострена. Опашката е напълно или само в дисталната половина гола. Пригодена е за хващане, при много видове в основата ѝ се отлагат мазнини. Тялото е покрито с къса и гъста козина със сив и жълто-кафяв до черен цвят. Устройството на двуутробното показва примитивния характер на разреда. Крайниците са сравнително къси, с по пет пръста. Палецът на задния крайник се противопоставя на останалите и е без нокът.
Зъбите им са сходни с тези на най-архаичните видове бозайници. Зъбната формула включва пълен комплект от 5 резеца на горната и долна челюст (на долната понякога са 4), 1 комплект (по една двойка на всяка челюст, общо 4) добре развити кучешки зъби, значително по-големи от резците, 3 комплекта предкътници и 4 комплекта заострени кътници; общо имат около 50 зъба, което за стандартите на бозайниците е много. Опашката е дълга, тънка, силно подвижна и мускулеста; тя служи като хватателен орган. Торбичката се отваря назад, но често пъти е неразвита.

## Начин на живот и хранене
Водят предимно дървесен начин на живот, ловко се катерят. Повечето са дървесни видове, като прекарват по-голямата част от живота си по дърветата. Друга част са наземни и само един от видовете предпочита водата. Активни са вечер и през нощта. Повечето са всеядни или насекомоядни. Заемат екологична ниша сходна с тази на разреда на Насекомоядните плацентни бозайници.

## Размножаване
Имат многочислено потомство. Кърмят малките с мляко, подобно на другите бозайници. Интересно е, че малките се държат хванати с опашките си за майката. Извън размножителния сезон представителите не образуват двойки и живеят поединично. Бременността продължава 12 – 13 дни, раждат максимум до 18 – 25 малки. Кърменето продължава 70 – 100 дни. Поради несъвършената кожна торба, малките се залавят здраво за козината и така се пренасят от майката. Полова зрялост настъпва на 6 – 8 месечна възраст. Живеят до 5 – 8 години.

## Допълнителни сведения
Открити са вкаменелости от опосуми в Европа.
В разреда се включва едно семейство с две подсемейства.
Ранените или силно наплашени опосуми падат на земята, изглеждайки мъртви. Мнимата смърт често спасява живота на опосумите. Тази физиологична реакция е неволна (като припадък), а не съзнателен акт. В това състояние очите се притварят, зъбите се оголват, от устата започва да тече пяна, а околоаналните жлези отделят секрет с изключително неприятна миризма. Твърдото, извито тяло може да бъде подбутвано, преобърнато и дори отнесено нанякъде без реакция. Животното обикновено ще си върне съзнанието след период от няколко минути до четири часа – процес, който започва с леко потрепване на ушите.

## Списък на родовете
Съвременната класификация, базирана на морфологични и молекулярни изследвания, разделя съвременните опосуми на 4 подсемейства и 18 рода:
Опосумоподобни (Didelphimorphia)
- Семейство †Derorhynchidae
- Семейство †Sparassocynidae
- Семейство †Stagodontidae
- Семейство Didelphidae – Опосумови
  - Подсемейство Glironiinae Voss & Jansa, 2009
    - Род Glironia Thomas, 1912

  - Подсемейство Caluromyinae Kirsch, 1977
    - Род Caluromys J. A. Allen, 1900
    - Род Caluromysiops Sanborn, 1951

  - Подсемейство Hyladelphinae Voss & Jansa, 2009
    - Род Hyladelphys Voss et al., 2001

  - Подсемейство Didelphinae Gray, 1821 – Същински опосуми
    - Род Chacodelphys Voss et al., 2004
    - Род Chironectes Illiger, 1811
    - Род Cryptonanus Voss et al, 2005
    - Род Didelphis Linnaeus, 1758 – Опосуми
    - Род Gracilinanus Gardner and Creighton, 1989
    - Род Lestodelphys Tate, 1934
    - Род Lutreolina Thomas, 1910
    - Род Marmosa Gray, 1821
    - Род Marmosops Matschie, 1916
    - Род Metachirus Burmeister, 1854
    - Род Monodelphis Burnett, 1830
    - Род Philander Brisson, 1762 – Четириоки опосуми
    - Род Thylamys Gray, 1843
    - Род Tlacuatzin Voss and Jansa, 2003